# Schistocerca brevis
Schistocerca brevis är en insektsart som beskrevs av Rehn, J.A.G. 1913. Schistocerca brevis ingår i släktet Schistocerca och familjen gräshoppor. Inga underarter finns listade i Catalogue of Life.